# Ранчо-Сан-Дієго (Каліфорнія)
Ранчо-Сан-Дієго (англ. Rancho San Diego) — переписна місцевість (CDP) в США, в окрузі Сан-Дієго штату Каліфорнія. Населення — 21 858 осіб (2020).

## Географія
Ранчо-Сан-Дієго розташоване за координатами 32°45′45″ пн. ш. 116°55′11″ зх. д. / 32.76250° пн. ш. 116.91972° зх. д. (32.762396, -116.919695).  За даними Бюро перепису населення США в 2010 році переписна місцевість мала площу 22,54 км², уся площа — суходіл.

## Демографія
Згідно з переписом 2010 року, у переписній місцевості мешкало 21 208 осіб у 7830 домогосподарствах у складі 5769 родин. Густота населення становила 941 особа/км².  Було 8152 помешкання (362/км²).
Расовий склад населення:
| - 82,7 % — білих - 4,4 % — азіатів - 3,9 % — чорних або афроамериканців - 0,5 % — корінних американців - 0,3 % — вихідців з тихоокеанських островів - 3,5 % — осіб інших рас |

До двох чи більше рас належало 4,8 %. Частка іспаномовних становила 14,7 % від усіх жителів.
За віковим діапазоном населення розподілялося таким чином: 22,1 % — особи молодші 18 років, 64,5 % — особи у віці 18—64 років, 13,4 % — особи у віці 65 років та старші. Медіана віку мешканця становила 41,2 року. На 100 осіб жіночої статі у переписній місцевості припадало 94,1 чоловіків;  на 100 жінок у віці від 18 років та старших — 91,3 чоловіків також старших 18 років.
Середній дохід на одне домашнє господарство  становив 99 861 долар США (медіана — 80 751), а середній дохід на одну сім'ю — 110 622 долари (медіана — 91 236). Медіана доходів становила 62 354 долари для чоловіків та 51 153 долари для жінок. За межею бідності перебувало 8,8 % осіб, у тому числі 8,7 % дітей у віці до 18 років та 6,4 % осіб у віці 65 років та старших.
Цивільне працевлаштоване населення становило 10 051 осіб. Основні галузі зайнятості: освіта, охорона здоров'я та соціальна допомога — 22,6 %, мистецтво, розваги та відпочинок — 12,2 %, роздрібна торгівля — 11,5 %, науковці, спеціалісти, менеджери — 11,0 %.